# How to Ruin Everything
How to Ruin Everything é o sétimo álbum de estúdio da banda Face to Face, lançado em 9 de abril de 2002.

## Faixas
1. "Bill of Goods" — 2:46
2. "The Take-Away" — 2:47
3. "14 Hours" — 2:20
4. "A Wolf in Sheep's Clothing" — 3:06
5. "The New Way" — 3:35
6. "The World in Front of You" — 2:44
7. "Why Would I Lie?" — 2:46
8. "Unconditional" — 3:13
9. "Shoot the Moon" — 3:20
10. "Graded on a Curve" — 3:43
11. "Fight or Flight" — 3:06
12. "Waiting to Be Saved" — 3:18
13. "Double Standard" — 2:42
14. "The Compromise" — 3:31
15. "How to Ruin Everything" — 3:04
16. "Nothing Succeeds Like Success" — 2:34
17. "Anybody Listening?" — 2:26

## Desempenho nas paradas musicais
| Parada musical (2002)                   | Posição |
| --------------------------------------- | ------- |
| Estados Unidos - Top Heatseekers        | 12      |
| Estados Unidos - Billboard 200          | 178     |
| Estados Unidos - Top Independent Albums | 13      |

## Créditos
- Trever Keith — Guitarra, vocal
- Scott Shiflett — Baixo, vocal de apoio
- Pete Parada — Bateria